# Lil Rel Howery

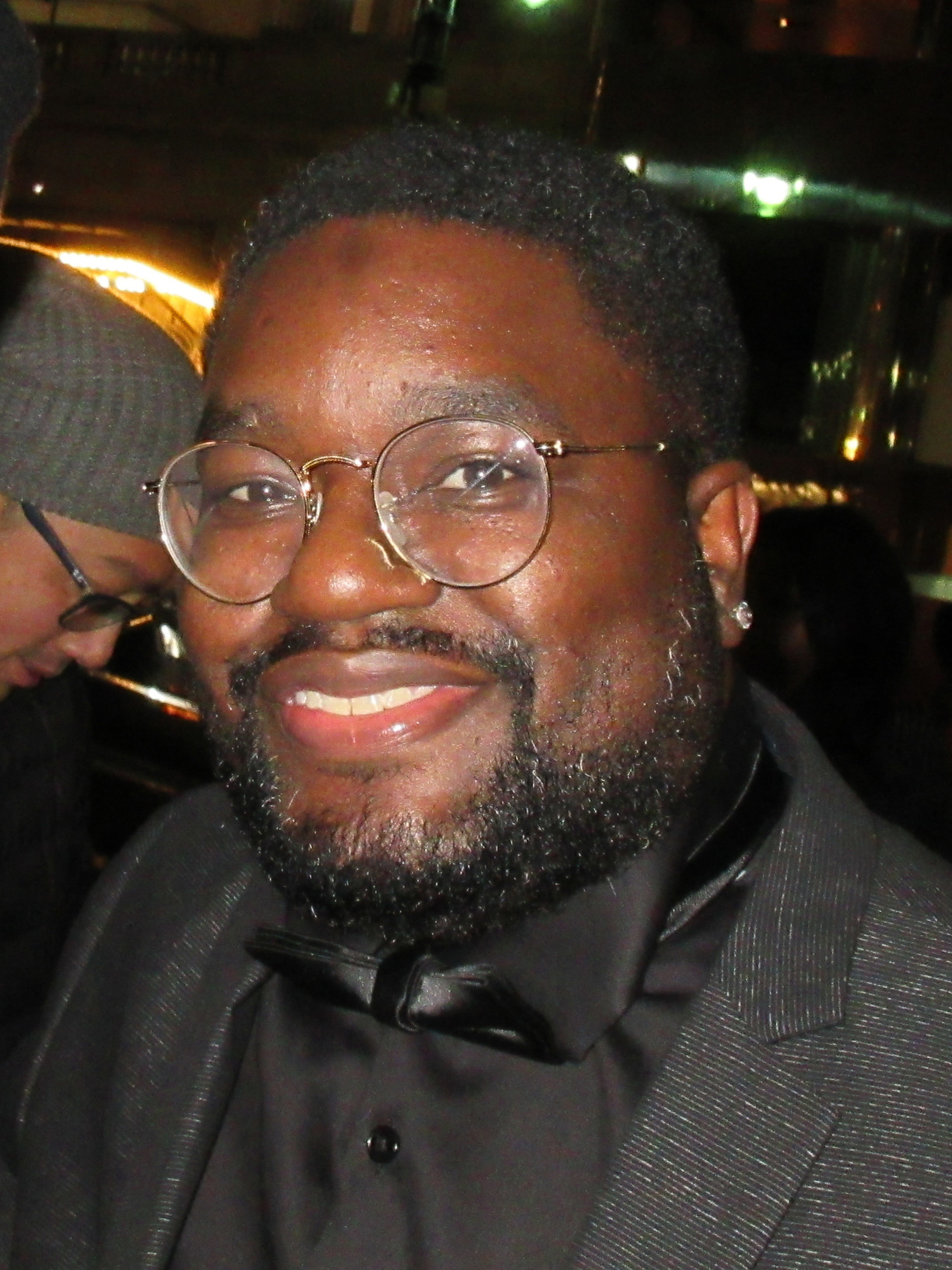
Lil Rel Howery (2018)

Lil Rel Howery (* 17. Dezember 1979 in Chicago als Milton 'Little Rel' Howery) ist ein US-amerikanischer Filmschauspieler, Comedian und Drehbuchautor.

## Leben
Lil Rel Howery wurde 1979 in Chicago geboren, wo er auf der West Side der Stadt aufwuchs. In Chicago besuchte Howery zunächst die Providence St. Mel School, eine Sekundarschule, bevor er an die Crane High School wechselte. Der Besuch der Providence St. Mel School ab der fünften Klasse war für Howery nach eigenen Aussagen völlig anders als der von öffentlichen Schulen in Chicago und ein Glücksfall für ihn. Die Providence St. Mel School beeindruckte ihn, weil man dort das Gefühl erhalten hatte, dass Träume wahr werden könnten: „Das ist es, was sie dort lehren: Alles ist möglich, wenn man hart dafür arbeitet.“ An der Crane High School schließlich hatte Howery die Entscheidung getroffen, Comedy zu machen. Nach seinem Abschluss machte er Comedy in Clubs. Seinen ersten Auftritt als Stand-up-Comedian hatte Howery im Club Lion’s Den auf der East Side von Chicago. Langsam fing er an, sich einen Namen zu machen, und es folgten Aufträge als Moderator von Modenschauen und größeren Comedy-Shows. 2007 war Howery für eine Folge von The Bad Boys of Comedy erstmals als Drehbuchautor tätig. 
In dem Filmdrama I Used to Love Her gab er 2008 in der Rolle von Country sein Debüt als Filmschauspieler. 2010 folgte eine Rolle in der Filmkomödie Get a Job, in der er Terry spielte. Von 2014 bis 2015 war Howery in 14 Folgen von Friends of the People zu sehen, für die er anfänglich auch das Drehbuch schrieb und die er auch produzierte. In den gleichen Jahren war er in mehreren Folgen von Lucas Bros Moving Co in verschiedenen Rollen zu sehen. Von 2015 bis 2016 war er in insgesamt 19 Folgen der Carmichael Show in der Rolle von Bobby Carmichael zu sehen.
In der Filmkomödie Mad Families von Fred Wolf, die 2017 im Internet veröffentlicht wurde, war Howery in der Rolle von Ron Ron zu sehen. Im Film Get Out von Jordan Peele, einem gleichaltrigen Regisseur, der seine Karriere ebenfalls als Komiker begonnen hatte, spielte er im gleichen Jahr Rod Williams, den besten Freund des Protagonisten Chris. Gemeinsam mit Daniel Kaluuya, der diese Rolle übernommen hatte, wurde Howery hiefür im Rahmen der MTV Movie & TV Awards 2017 als Bestes Duo nominiert und in der Kategorie Best Comedic Performance ausgezeichnet.
Von 2008 bis 2017 war Howery mit seiner Frau Verina verheiratet.

## Filmografie (Auswahl)
- 2008: I Used to Love Her
- 2010: Get a Job
- 2014–2015: Friends of the People (Fernsehserie, 14 Folgen)
- 2015–2016: The Carmichael Show (Fernsehserie, 19 Folgen)
- 2017: Mad Families
- 2017: Get Out
- 2018: Bird Box – Schließe deine Augen (Bird Box)
- 2018: Catch Me! (Tag)
- 2019–2022: South Side (Fernsehserie, 5 Folgen)
- 2019: Brittany Runs a Marathon
- 2019: Good Boys
- 2019: Angry Birds 2 – Der Film (The Angry Birds Movie 2, Stimme)
- 2020: The Photograph
- 2020: Clouds
- 2020: Home
- 2021: Judas and the Black Messiah
- 2021: Bad Trip
- 2021: Fatherhood
- 2021: Free Guy
- 2021: Vacation Friends
- 2021: National Champions
- 2022: Spin Me Round
- 2022: Tiefe Wasser (Deep Water)
- 2022: Luck (Stimme)
- 2023: The Out-Laws
- 2023: The Mill
- 2023: Viel Wirbel um Weihnachten (Dashing Through the Snow)
- 2024: Reunion
- 2025: One of Them Days

## Auszeichnungen (Auswahl)
Black Reel Award
- 2018: Nominierung als Bester Nebendarsteller (Get Out)
- 2018: Nominierung als Bester Nachwuchsdarsteller (Get Out)[9]

MTV Movie & TV Award
- 2017: Auszeichnung in der Kategorie Best Comedic Performance (Get Out)
- 2017: Nominierung als Bestes Duo (mit Daniel Kaluuya in Get Out)

NAACP Image Award
- 2018: Nominierung als Bester Nebendarsteller (Get Out)[10]